# Presles-et-Thierny
Presles-et-Thierny – miejscowość i gmina we Francji, w regionie Hauts-de-France, w departamencie Aisne.
Według danych na styczeń 2014 roku gminę zamieszkiwało 414 osób, a gęstość zaludnienia wynosiła 49,7 osób/km².